# Super Contra
Super Contra es un videojuego desarrollado y distribuido por la compañía Konami en 1988 para el sistema arcade. Es la secuela del Contra original y parte de la serie Contra. Más tarde fue lanzado para la consola de sobremesa Nintendo Entertainment System bajo el nombre de Super C.
En Europa, la versión de consola fue censurada bajo el título de Probotector II: Return of the Evil Forces.

## Argumento
La historia tiene lugar en diciembre del 2634 d. C., un año después de los sucesos del Contra original. Una llamada inquietante de socorro del General Hal es recibida, él estuvo en su camino a Suramérica, preparando las séptimas maniobras militares del Ejército GX, reportando que entonces el Ejército GX se ha rebelado. La rama superior de las fuerzas de la Federación suscitan a Bill Rizer y Lance Bean para investigar la situación. Ellos llegan a las ruinas de la base, sólo para ser atacados por tropas del Ejército GX. Al fijarse en el color de su piel decolorada de azul y sus ojos rojizos, Bill Rizer y Lance Bean contraatacan el fuego enemigo, y luego descubren criaturas de aspecto familiar alojadas dentro de sus cuerpos. Los alienígenas que lucharon en Galuga de cualquier manera han sobrevivido y mutado en sus formas. La situación se vuelve más sombría en el hecho de que no sólo Bill Rizer y Lance Bean están quitando la mayoría de sus antiguos compañeros de armas, sino por una nueva forma evolutiva de los Alienígenas invasores.
Como en el Contra original, la ubicación estadounidense de la versión de NES ha sido cambiada de un escenario futurista del juego a un contemporáneo, aunque la premisa de Bill Rizer y Lance Bean de luchar contra sus antiguos compañeros de armas se mantuvo más o menos igual.

## Jugabilidad
El juego mantiene los mismos elementos que hicieron al juego original un éxito, con nuevas armas y nuevos enemigos, además de la incorporación elementos como montañas inclinadas, trincheras, vistas isométricas y vista con perspectiva aérea en algunos niveles; el juego mantiene el ritmo frenético e incluso una dificultad  más grande que el original.
En cuanto a los gráficos, el juego usa el mismo motor gráfico aunque reforzado, y en las versiones caseras se han incluido tres misiones extras, así como ocurrió con el primer Contra.

## Versiones yports
La máquina arcade original Super Contra tenía dos versiones: para el mercado japonés y para el resto del mundo. A diferencia del primer Contra, el nombre Super Contra se mantuvo igual para Norteamérica y Europa (la versión anterior de la primera parte para el mercado europeo se llamaba Gryzor).
La versión de NES se lanzó en febrero (Japón) y abril (América del Norte) en 1990. La liberación de América del Norte fue renombrado Super C (hay una versión que el cambio de nombre se debió al deseo de los editores de distanciarse del escándalo "Irán-Contra"). Un lanzamiento europeo con sede en América del Norte salió en 1992 bajo el nombre de Probotector II: Return of the Evil Forces. Como en el juego anterior, los sprites de los personajes principales y algunos de los enemigos fueron reemplazados por robots.
La banda sonora de la versión arcade fue traducida para la versión NTSC por el compositor Hidenori Maesawa. La versión PAL requería un procesamiento adicional, que fue realizado por Yuichi Sakakara.
Las versiones de Amiga y DOS (con soporte para la paleta EGA de 16 colores) fueron desarrolladas por Distinctive Software bajo la licencia de Konami en 1990, que eran puertos de la versión arcade.
En 2007, la versión arcade de Super Contra se lanzó en el servicio Xbox Live Arcade para Xbox 360 e incluyó mejoras en forma de gráficos rediseñados, música y juegos cooperativos a través de Xbox Live.
La versión de NES también pasó por varias reimpresiones como parte de varias colecciones y compilaciones. En 2002, el juego se lanzó como parte de la Konami Collectors' Series: Castlevania and Contra para Windows, en 2007, en el servicio de consola virtual para Wii. Super C se incluyó como contenido desbloqueable de Contra 4 para Nintendo DS en 2007.